# Ebru Soykan
Ebru Soykan (Turkije, ca. 1981 – Istanboel, 10 maart 2009) was een Turks burgerrechtenactiviste die opkwam voor transgenders. Op 10 maart 2009 werd zij op 28-jarige leeftijd vermoord.

## Leven
Soykan werd rond 1981 geboren in Turkije. Later sloot zij zich aan bij Lambda Istanbul, een groep die zich inzet voor homo's, lesbi's, biseksuelen en transgenders.

### Moord
Op 10 maart 2009 werd de 28-jarige Soykan doodgestoken in haar huis in Istanboel door een man die haar eerder had mishandeld en gedreigd had haar te zullen vermoorden. Hij deed dat, en dat werd Soykan dus fataal.